# Scoglio Galera
Lo scoglio Galera è un'isola del Mar Ligure sito nella parte sud-occidentale comune di Portovenere, al largo del tratto di costa denominato "le Rosse" a causa del colore delle rocce ricche di ossidi di ferro.